# Венглінське джерело
Венглі́нське джерело́ (або джерело Прибило) — давній водозабір у Львові, що бере свою назву від імені адвоката Францішека Венглінського, який спорудив тут заміську віллу Погулянка. Перші згадки про джерело можуть сягати аж 1407 року. Відтоді й до середини 20 ст. воно постачало воду до чотирьох фонтанів на Ринку довкола ратуші та до декількох прилеглих вулиць. Сам водопровід пролягав вулицями Погулянки, Кохановського, Сакраменток, Пекарською, Чарнецького і Руською на Ринок до ратуші, а звідти до вул. Гродзіцьких, Ормяньску, Краківську.
В 1839 році збудовано фасад і відремонтовано склепіння давнього водозабору. Оскільки «водна комора» глибоко врізана у схил, фасад по боках підпирають два масивні контрфорси, складені як і вся споруда, прикрашені рельєфними зображеннями морських німф-нереїд у вигляді напівжінок-напівриб, що тримають у руках дари моря: мушлі та гілки коралів. Припускають, що автором цих алегорій стихій води був львівський скульптор Пауль Ойтеле. Невелике приміщення (5.43х3.53 м) перекрито гостролуким склепінням, складеним, на відміну від фасаду, із необробленого ламаного каміння. Всередині комори є басейн-відстійник розмірами 3.80х1.90; його глибина, за архівними даними, сягала 1.45 м. Приблизно посередині довжини басейну перебувала зруйнована нині перемичка. Тут накопичувалася і відстоювалася вода з навколишніх джерел, яка потім по трубах надходила до міста. Ззовні склепіння комори додатково було захищене кам'яними плитами, які частково збереглися.
Особливістю рельєфу є вирізьблена над входом із каменю сирена. Це єдина сирена, як герб, у Львові.